# Neal Eardley
Neal James Eardley  (* 6. November 1988 in Llandudno) ist ein walisischer Fußballspieler, der seit 2017 bei Northampton Town unter Vertrag steht.

## Vereinskarriere

### Oldham Athletic
Der überwiegend als Rechtsverteidiger eingesetzte Neal Eardley feierte am 6. Mai 2006 sein Profidebüt bei Oldham Athletic. Der bereits in der Jugend für den Verein aus Oldham tätige Eardley erspielte sich schnell einen Stammplatz in seiner Mannschaft. In drei aufeinander folgenden Spielzeiten konnte er sich mit seinem Team im oberen Tabellendrittel der drittklassigen Football League One platzieren, der Aufstieg in die zweitklassige Football League Championship gelang jedoch nicht.

### FC Blackpool
Am 7. August 2009 wechselte Eardley zum englischen Zweitligisten FC Blackpool. Bei dem von Ian Holloway trainierten Verein aus Blackpool unterschrieb er einen Zweijahresvertrag und debütierte am 18. August im Spiel gegen Derby County. Insgesamt bestritt der Rechtsverteidiger in der Football League Championship 2009/10 24 Ligaspiele und feierte am Saisonende den überraschenden Aufstieg in die Premier League. Blackpool hatte in der regulären Saison den sechsten Platz belegt und in den anschließenden Play-offs Nottingham Forest und Cardiff City bezwungen. Der Verein spielt damit erstmals seit 40 Jahren wieder in der ersten englischen Liga.
Auch in die Premier League 2010/11 gelang der Mannschaft mit Stammspieler Neal Eardley ein sehr guter Start, der berechtigte Hoffnung auf den Klassenerhalt gibt. Am 6. November 2010 erzielte Eardley seinen ersten Treffer für Blackpool im heimischen Bloomfield-Road-Stadion im Erstligaspiel gegen den FC Everton.

### Birmingham City
Am 31. Mai 2013 unterschrieb Eardley einen Dreijahresvertrag beim Ligakonkurrenten Birmingham City.

## Walisische Nationalmannschaft
Nachdem er bereits für verschiedene Jugendauswahlmannschaften des walisischen Verbandes zum Einsatz gekommen war, debütierte er am 22. August 2007 für die walisische Fußballnationalmannschaft im Länderspiel gegen Bulgarien. Auch in der Qualifikation zur Fußballweltmeisterschaft 2010 in Südafrika kam Neal Eardley zum Einsatz, verpasste jedoch die Teilnahme an der WM.

## Erfolge
- Aufstieg: Football League Championship 2009/10
- Football League Trophy: 2017/18